# ТЕС Авіон
13°46′13″ пн. ш. 121°2′29″ сх. д. / 13.77028° пн. ш. 121.04139° сх. д.
ТЕС Авіон – теплова електростанція на півдні філіппінського острова Лусон. Відноситься до енергокомплексу First Gen Clean Energy Complex, до якого також входять ТЕС Санта-Ріта/Сан-Лоренцо та ТЕС Сан-Габріель.
Майданчик станції знаходиться неподалік від узбережжя затоки Батангас. В 2016-му тут стали до ладу дві газові турбіни загальною потужністю 97 МВт, які встановлені на роботу у відкритому циклі та призначені для покриття пікових навантажень.
ТЕС споруджена з розрахунку на використання природного газу, що надходить по трубопроводу від офшорного родовища Малампая. Враховуючи вичерпання запасів останнього, в першій половині 2020-х поруч розпочали спорудження терміналу Батангас, який призначений для імпорту зрідженого природного газу.
Проект реалізували через компанію First Gen, що є дочірньою структурою філіппінської First Philippine Holdings Corporation.